# ممی‌اقچلی
ممی اقچلی، روستایی از توابع بخش مرکزی شهرستان آزادشهر است در استان گلستان ایران واقع شده است.

## جمعیت
این روستا در دهستان نظام‌آباد قرار دارد و براساس سرشماری مرکز آمار ایران در سال ۱۳۸۵، جمعیت آن ۲۸۸ نفر (۶۱خانوار) بوده‌است.